# Mucuna hooglandii
Mucuna hooglandii är en ärtväxtart som beskrevs av Bernard Verdcourt. Mucuna hooglandii ingår i släktet Mucuna och familjen ärtväxter. Inga underarter finns listade i Catalogue of Life.